# Conception (prénom)
Pour l’article homonyme, voir Conchita.
Conception est un prénom féminin porté essentiellement par des chrétiens d'Europe et d'Amérique latine.

## Origine
Issu du latin conceptio (« action de recevoir ensemble », « grossesse », « expression »), il est fêté le 8 décembre, jour de la promulgation en 1854 de la bulle pontificale de Pie IX Ineffabilis Deus définissant le dogme de l'Immaculée-Conception de la Bienheureuse Vierge Marie.

## Popularité
Prénom porté depuis le XVIe siècle, il devient populaire après la promulgation du dogme de l'Immaculée-Conception et les apparitions de la Vierge à Bernadette Soubirous en 1858. Depuis le milieu du XXe siècle, le prénom se fait plus discret et est peu courant en France.
En Espagne, le prénom Concepción était très répandu jusqu'à la première moitié du XXe siècle, et était un abrégé de "María de la Concepción", comme il existe aussi "María del Pilar" (du pilier), "María del Sagrario" (du tabernacle), "María de los Remedios" (des remèdes), "María de las Mercedes" (des grâces), etc., qui font référence à divers titres de la Vierge Marie.

## Variantes
Les variantes et diminutifs fréquemment rencontrés sont : Concepción, Concetta, Concettina, Concha et Conchita.
Autres variantes :
- Basque : Sorne, Sorkunde, Kontxexi
- Catalan : Concepció
- Italien : Concezione,
- Latin : Conceptio
- Portugais : Conceição
- Roumain : Concepția

## Personnalités portant ce prénom
- Conchita Martínez (16 avril 1972), joueuse de tennis espagnole
- Conchita Lacuey (30 septembre 1943), femme politique française
- Conchita Ramos (1925-2019), héroïne de la Seconde Guerre mondiale, résistante et survivante des camps de la mort
- Conchita Wurst, alias Tom Neuwirth (6 novembre 1988), chanteuse autrichienne, vainqueur de l'Eurovision 2014